# Leptandra sibirica
Leptandra sibirica là một loài thực vật có hoa trong họ Mã đề. Loài này được Nutt. ex G. Don mô tả khoa học đầu tiên năm 1818.